# Fibonacci heap
Fibonacci heap är en term inom datavetenskapen och gäller köhantering av datastrukturen heap. I förhållande till tidigare binära och binomala köhanteringar innebär hanteringen via Fibonaccital en mer effektiv datahantering, med snabbare insättning av element och möjlighet att implementera snabbare algoritmer för minimalt uppspännande träd.

Fibonacci heap utvecklades av Michael Fredman och Robert Tarjan 1984 och beskrevs i en artikel i tidskriften Journal of the Association for Computing Machinery 1987. Metoden kallas ibland kort och gott för F-heap.